# Amaya (Burgos)

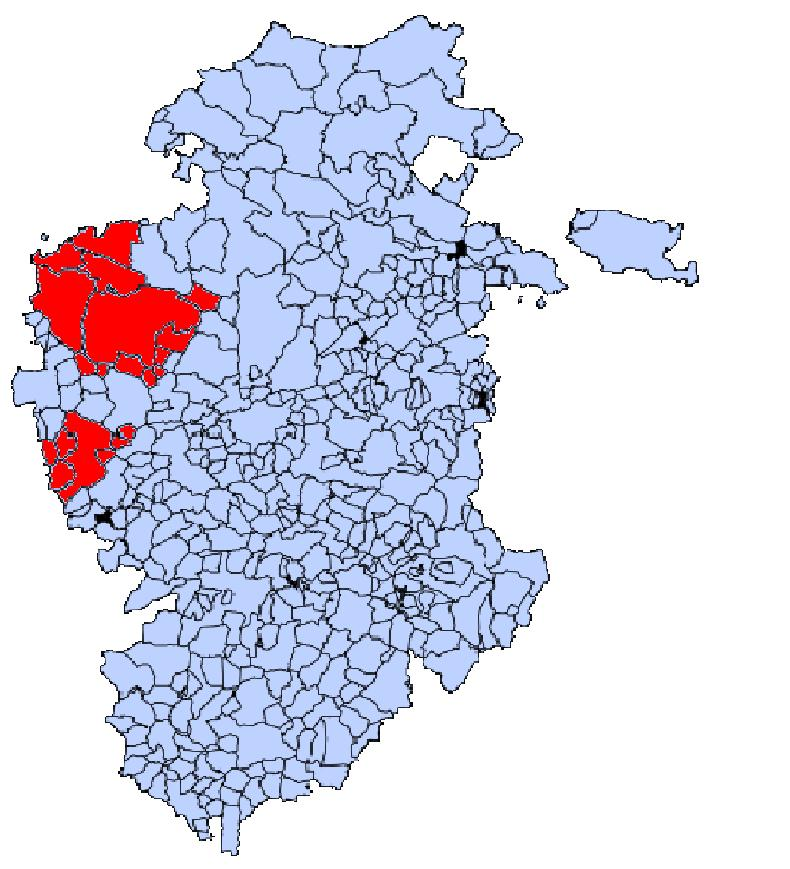
Ámbito geográfico de la Mancomunidad Peña Amaya

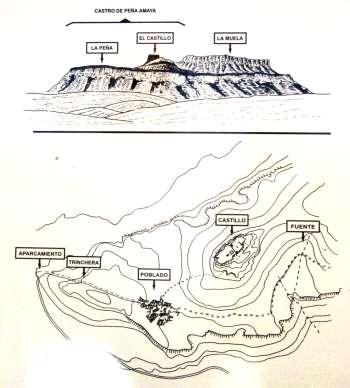
Plano del castro de Amaya: 1-La Peña, donde estaba situado el castro y más tarde el pueblo medieval. 2-El Castillo, donde se ubicó la fortaleza. 3-La Muela, la zona menos accesible y probablemente el asentamiento más antiguo, de Javier Iglesia Aparicio

Amaya es una localidad del municipio de Sotresgudo, en la provincia de Burgos, comunidad autónoma de Castilla y León (España), comarca de Odra-Pisuerga.

## Geografía
En 2024, contaba con 37 habitantes. Está situada a 8 km al norte de la capital del municipio, Sotresgudo, al pie de la Peña Amaya. La baña el arroyo conocido con Río Riomance (o Riomané) afluente del río Fresno. Al norte, en la carretera que comunica con Humada se encuentra la localidad de Villamartín; al sureste su barrio de Peones; al noroeste el despoblado de Puentes.

## Historia

### Prehistoria
De la Edad del Bronce tardía se halló en Peña Amaya una espada de puño tripartito de hoja de lengua de carpa, así como un hacha de talón y fragmentos de cerámicas decoradas con los motivos típicos de Cogotas I. Todo ello y otras cerámicas aparecidas en otros sondeos permiten afirmar que hubo una ocupación del castro durante el Bronce Final regional.
En la Edad del Hierro la zona de la meseta norte de la Peña Amaya adquiere importancia, formando un poblado castreño. A este periodo corresponden piezas de cinturón, una fíbula tipo Miraveche y denarios ibéricos de la ceca de Segóbriga.

### Edad Antigua
Durante las guerras cántabras (29-19 a. C.), Amaya es un asentamiento indígena estratégico clave respecto al cercano campamento romano de Sasamón.
La ocupación romana de Amaya siguió a la indígena, tuvo, seguramente un carácter predominantemente militar con un poblamiento de cierta intensidad, sobre todo en la época altoimperial (Abásolo Álvarez, 1978). Acreditan esta ocupación la aparición de material significativo como vasos de paredes finas, terra sigillata engobada en rojo pompeyano o en el típico negro del valle del Ebro, un quinario de plata de Augustoemitida por P. Carisius en Mérida y algunas cecas militares itinerantes fechadas entre el 25 y el 23 a. C. (Villaronga, 1979).
Amaia Patricia fue un nudo de calzadas romanas por la que pasaba, según el Itinerario de Antonino, la que llevaba de Pisoraca (Herrera de Pisuerga) a Iuliobriga (cerca de Reinosa) y hasta la costa (Portus Blendium) a través de la cuenca del río Besaya. También habría una vía secundaria entre Sasamón y Amaya, como línea de operaciones en la guerras cántabras y otra entre Amaya y Virovesca (Briviesca).
A la ocupación romana corresponden fragmentos de terra sigilata, abundantes monedas republicanas y altoimperiales y una colección de inscripciones y estelas, recuperadas sobre todo en la excavación de 1891 y en las que aparece onomástica tanto romana como indígena.
Parece ser que Amaya mantiene su importancia durante todo el Bajo Imperio romano, perdurando hasta momentos tardíos de los siglos III y IV, tal como se infiere de los hallazgos arqueológicos, y hasta las invasiones bárbaras.

### Edad Media

#### Amaya (ciudad)

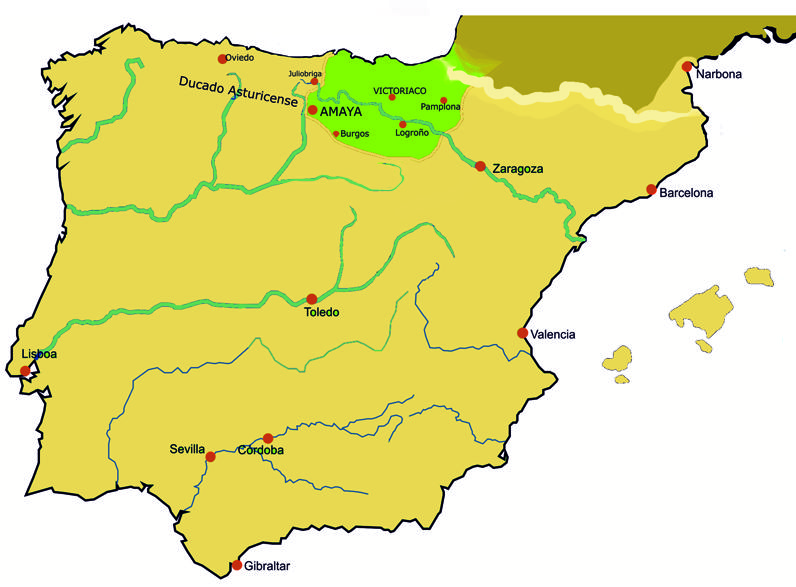
Amaya en el Ducado de Cantabria

Amaya ha sido habitada desde la Prehistoria. A fines de la Edad del Bronce (siglo X a. C.) se detecta una mayor presencia humana y acaba convirtiéndose, en la Edad del Hierro, en uno de los principales castros cántabros. Fue conquistada por los romanos en el transcurso de las guerras cántabras (29–19 a. C.), quienes fundaron la ciudad de Amaya Patricia (ciudad patricia y principal donde establecieron el Ducado de Cántabria). La ocupación romana de Amaia Patricia se extendió desde el siglo I a. C. hasta la época visigoda.

#### Inicio de la Edad Media
Ocupada en el 574 por el rey visigodo Leovigildo, se constituyó en una de las principales plazas del ducado de Cantabria y en fortaleza contra las incursiones de grupos de cántabros y vascones no sometidos.
En el 712, Táriq ibn Ziyad toma la ciudad y vuelve en el 714 a sofocar una rebelión, arrasándola. El dux Pedro huye a las montañas del norte.
Tras la rebelión bereber del 740, la zona queda desorganizada y no es hasta el 860 cuando Rodrigo, primer conde de Castilla, por mandato del rey asturiano Ordoño I, repuebla la ciudad. Rodrigo habilitó las defensas y la ciudad e hizo de Amaya la capital de una marca aguerrida y hostil al invasor musulmán y, así, se convierte en otra fortaleza del frente asturiano.
En las intervenciones arqueológicas, realizadas en los años 2000, 2001 y 2002 se ha puesto en evidencia que las ruinas de La Peña corresponden a la villa fundada en la repoblación ordenada por Ordoño I de 860. También permiten sugerir una notable extensión de la ocupación castreña, ocupando incluso las partes altes del cerro de El Castillo; esto último parece corroborar la impresión de algunos investigadores de que funcionó en tiempos prehistóricos como acrópolis. Del estudio de los hallazgos de monedas, metalistería y otros elementos presentes en el Museo de Burgos y procedentes de Amaya, se puede deducir una ocupación ininterrumpida desde el siglo I a. C. hasta el inicio del mundo visigodo peninsular y no solo con función militar. Mediante fotorrestitución se ha podido elaborar un plano del urbanismo de la villa altomedieval; esta villa posiblemente estuvo dividida en barrios, lo que se induce de la existencia de, al menos, dos camposantos.
Este momento fue consagrado geográficamente en decires populares:
"Harto era Castilla pequeño rincón
cuando Amaya era cabeza e Hitero el mojón."
con alguna variación:
"Harto era Castilla menguado rincón,
cuando Amaya Corte, Hitero mojón"
Parece ser que la ciudad se trasladó a la llanura en torno al siglo XII, aunque el castillo estuvo en uso hasta el siglo XIV.
A principios del siglo XX Narciso Sentenach escribía: En una cumbre se notan tres muros de defensa ciclópeos, sin argamasa ninguna que defendieron a su vez un castillo medieval. De este castillo solo quedan muros bajos y torres cilíndricas con algunos silos y subterráneos.
En el nivel de la plataforma de La Peña hay una zona de unas 2 ha con numerosas ruinas de edificaciones de la ocupación alto-plenomedieval del cerro.
En el cerro de El Castillo se levantó una fortaleza, que le dio el nombre, y cuya referencia más antigua es del s. IX. Tuvo intensa actividad durante la Edad Media. En el siglo XVIII ya estaba en ruinas. En 1924 quedaban unos muros bajos y algunos silos subterráneos. El sistema de acceso al castillo tenía dos torres que lo flanqueaban, una de ellas de planta regular de 6 m de lado. También estaba dotado de una muralla de casi 3 m de anchura y, al menos, 2 m de altura.
Las comarcas occidentales del antiguo partido de Villadiego, inclinadas normalmente hacia el río Pisuerga, integraban el Alfoz y Condado de Amaya. Reconquistada por Alfonso I, cuya fortaleza, erguida en la peña de su nombre, fue reedificada y la ciudad repoblada el año 860 por el conde Rodrigo de Castilla, lo que aparece citado en escrituras de los años 853 y 862.
A lo largo de la Edad Media la plaza de Amaya tuvo varios propietarios, como el conde Nuño Pérez de Lara y su hijo Fernando, después se pasa a propiedad de Leonor de Inglaterra, esposa de Alfonso VIII y luego a su hija Berenguela de Castilla; en 1190 vuelve a la casa de los condes de Lara; después, en el reinado de Enrique I de Castilla pasa a manos de la corona. A mediados del siglo XIV pertenece a Lope Díaz de Rojas.

"Era DCCCXCVIII. Populavit Rodericus Amajam per mandato Regis Ordoniis".

El Condado de Amaya junto con el de Bardulia formaron en núcleo inicial de Castilla. Históricamente Amaya aparece asociada al nombre de Bardulia (o Vardulia), investigando en las fuentes de mayor antigüedad de Castilla. Entre las comarcas repobladas por Alfonso I (739-757) surge Bardulies, una región que después del año 883 se llamará Castilla; su centro geográfico y capital regional estuvo en Amaya. Entre los condes de Amaya están Rodrigo, Diego Rodríguez Porcelos y Munio Núñez.
En época medieval fue sede de un efímero obispado, suprimido en 1075 por el rey Alfonso VI de León, aunque, actualmente, se ha puesto en duda el que realmente hubiera existido como sede episcopal. Más tarde fue cabecera del alfoz de su mismo nombre y posteriormente se integró en la merindad de Villadiego.

### Edad Moderna
A finales del siglo XV pertenece al conde de Feria, Gómez Suárez de Figueroa, conocido como el Inca Garcilaso de la Vega. Posteriormente pasa a los Orense, que en 1679 recibieron el título de vizcondes de Amaya, creado por Carlos II, manteniendo la propiedad hasta principios del siglo XIX.
En el siglo XVI tenía 40 vecinos y una pila (una parroquia).
Villa que, junto a su barrio de Peones formó parte de la Cuadrilla de Amaya en el Partido de Villadiego, uno de los catorce que componían la Intendencia de Burgos durante el periodo comprendido entre 1785 y 1833. Así, en el Censo de Floridablanca de 1787 consta que era jurisdicción secular de señorío, siendo su titular el Vizconde de Amaya, quien, a propuesta del Adelantado, nombraba alcalde ordinario.
Lugar de Señorío de España, en Castilla la Vieja, provincia de Burgos, cuadrilla de Amaya, 11 vecinos, 51 habitantes, descripción de Sebastián Miñano (1826).
Antiguo municipio de Castilla la Vieja en el partido de Villadiego código INE- 09015.

AMAYA. v. con ayunt. en la prov., aud. terr., c. g. y dióc. de Burgos ( 9 leg.), part. jud. de Villadiego ( 3 ) : St. Al pie meridional de la elevada peña de su nombre, donde tiene origen el r. Fresno, el cual baña sus inmediaciones de N. á S. hasta desaguar en el Pisuerga junto al pueblo de Castrillo: la combaten principalmente los vientos del N.; su atmósfera es despejada, y el CLIMA bastante saludable, pero a las veces suelen desarrollarse calenturas catarrales. La pobl. se halla dividida en dos barrios, que son el de Peones y Amaya ; ambos tienen 61 CASAS de mediana fáb., la consistorial, un hospicio para albergar á los transeúntes pobres, y escuela de primeras letras dotada con 20 fan. de trigo, a la que asisten 40 niños. Hay dos igl. parr., la una en Amaya, bajo la advocación de San Juan Bautista, servida por un cura párroco beneficiado, y un capellán que disfruta medio beneficio; el curato es perpetuo y lo provee el diocesano, así como la espresada capellanía, recayendo el nombramiento en patrimoniales: la otra igl., dedicada á la Asunción de Ntra. Sra., existe en el barrio de Peones, y se halla servida por un cura también beneficiado, cuya provisión igualmente corresponde al ordinario... 
Diccionario geográfico-estadístico de España y sus posesiones de Ultramar, Pascual Madoz. Madrid, 1845

En la plataforma de La Peña hubo parcelas en cultivo hasta mediados de la década de 1970. Desde la fuente Hongarrera hasta un depósito en el cantil existen los restos de una atarjea que dio servicio a una minicentral eléctrica que estuvo ubicada al pie del cerro, en la localidad de Amaya.

Pueblecito acurrucado al pie de la gran Peña, iglesia con fina portada abocinada en gótico, algunas casas de adobe, pero nuestra ilusión es la Gran Peña. 
Arriba, amigos. Más se fatigaron los guerreros de pesadas armas... Este es el roquedal donde afianzó su castillo don Rodrigo, el primer conde castellano que por orden de Ordoño I, repobló esta antiquísima ciudad en 860. Hervía la ilusión reconquistadora. Imaginaba a los foramontanos de Rodrigo escrutando, olfateando mejor, desde esta altura la inmensa planicie. Abajo había pan y vino para mil inviernos...

En 1973 Amaya desaparece como municipio y pasa a formar parte del municipio de Sotresgudo. Así, por decreto número 1580/1973, de 22 de junio (Boletín Oficial del Estado de 16 de junio de ese año), se aprueba la fusión de los municipios de Sotresgudo, Amaya, Cuevas de Amaya, Salazar de Amaya, Sotovellanos y Barrio de San Felices y la constitución de las entidades locales menores de Amaya, Sotovellanos, Salazar de Amaya y Cuevas de Amaya. Esta fusión implica también la incorporación al municipio de Sotresgudo de Peones de Amaya, que formaba parte del municipio de Amaya.
Amaya es sede de arciprestazgo, ampliado en 1996 al conjunto del territorio del noroeste de la archidióceis.

## Demografía
| Gráfica de evolución demográfica de Amaya entre 1842 y 1970 |
| |
| Población de derecho según los censos de población del INE Población de hecho según los censos de población del INEEntre el censo de 1981 y el anterior, este municipio desaparece porque se integra en el municipio Sotresgudo. |

En el censo de la matrícula catastral contaba con 46 hogares y 184 vecinos, incluyendo su barrio de Peones.
| 1842 |  | 1857 |  | 1860 |  | 1877 |  | 1887 |  | 1897 |  | 1900 |  | 1910 |  | 1920 |  | 1930 |  | 1940 |  | 1950 |  | 1960 |  | 1970 |  | 2013 |  | 2019 |
| ---- |  | ---- |  | ---- |  | ---- |  | ---- |  | ---- |  | ---- |  | ---- |  | ---- |  | ---- |  | ---- |  | ---- |  | ---- |  | ---- |  | ---- |  | ---- |
| 184  |  | 409  |  | 369  |  | 326  |  | 348  |  | 405  |  | 393  |  | 401  |  | 408  |  | 415  |  | 421  |  | 413  |  | 343  |  | 214  |  | 47   |  | 45   |

## Administración y política
Entidad Local Menor, cuyo alcalde pedáneo es José Roberto Bustillo Arroyo, del Partido Popular.
Amaya forma parte de la agrupación supramunicipal de servicios Mancomunidad Peña Amaya, constituida por Orden de la Junta de Castilla y León de 4 de marzo de 1993.

## Cultura

### Patrimonio
Campo y Peña de Amaya
Macizo de 1 377 metros de altura. Se ubica al norte del término de la actual Amaya. Su cima es un pequeño páramo desde el que se divisa una amplia llanura hacia el sur con vista hacia Tierra de Campos. Tiene valores naturales, paisajísticos, históricos y arqueológicos.
Iglesia de San Juan Bautista Tardogótica con añadidos posteriores de época barroca. Portada. Cruz plateresca. Torre del siglo XVI.
Tiene una pila bautismal del siglo XIII, decorada en la basa con un batracio atrapado por un reptil y con una inscripción: IVAN DOMINGVEZ DE SANT QUI(r)ZE

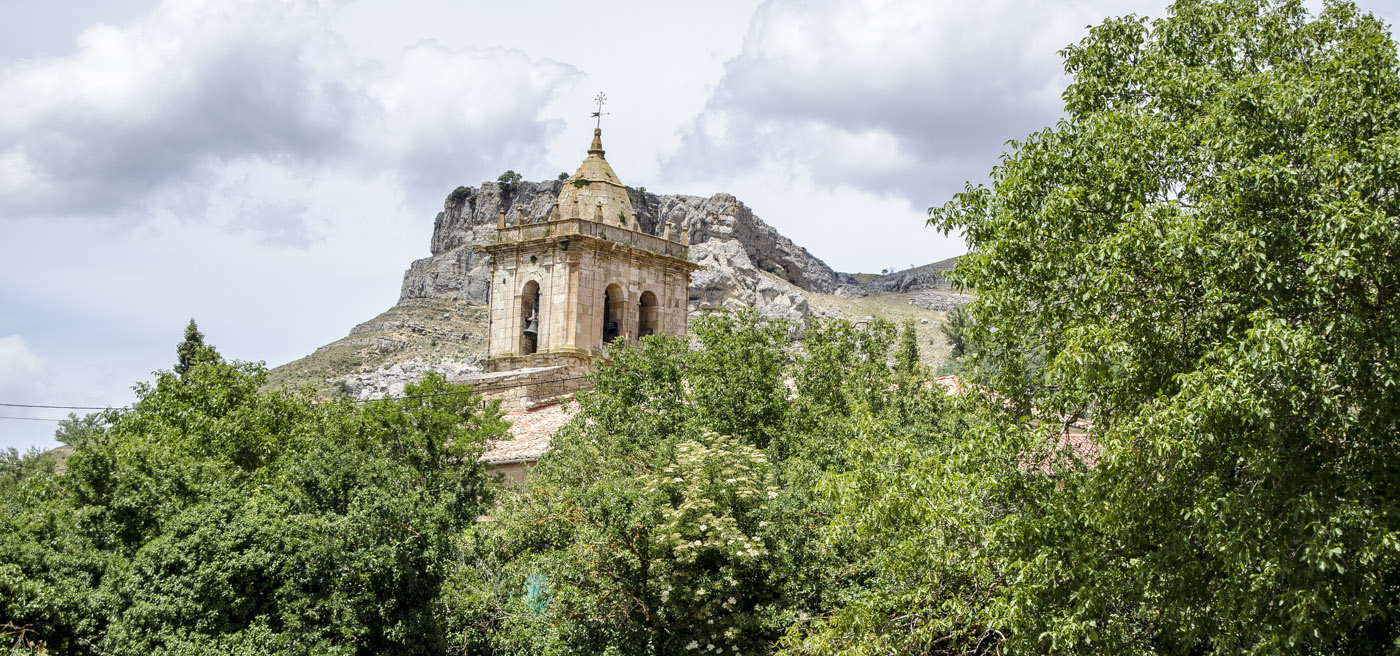
Torre de la iglesia de San Juan Bautista. Al fondo Peña Amaya

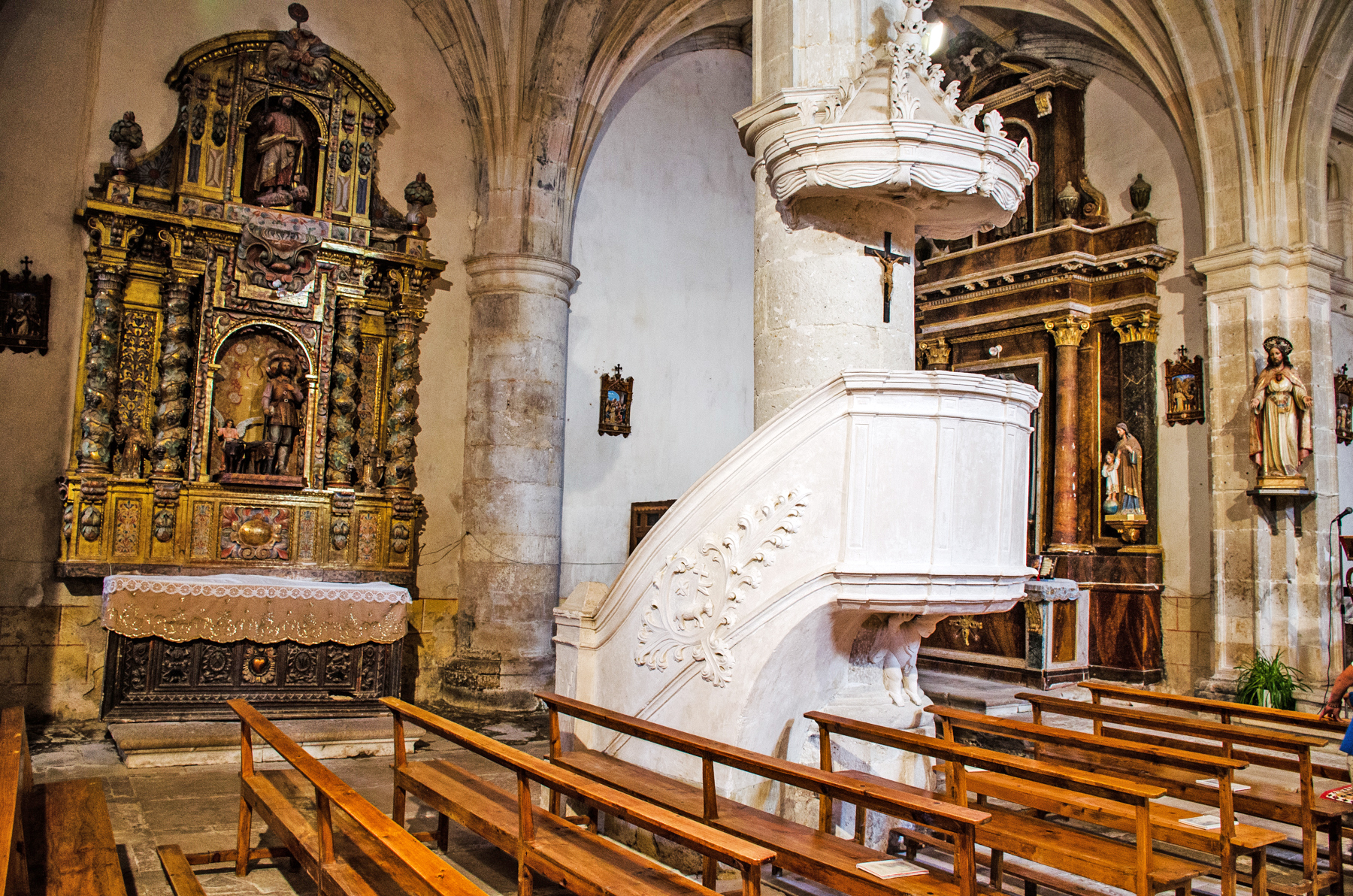
Púlpito de la iglesia

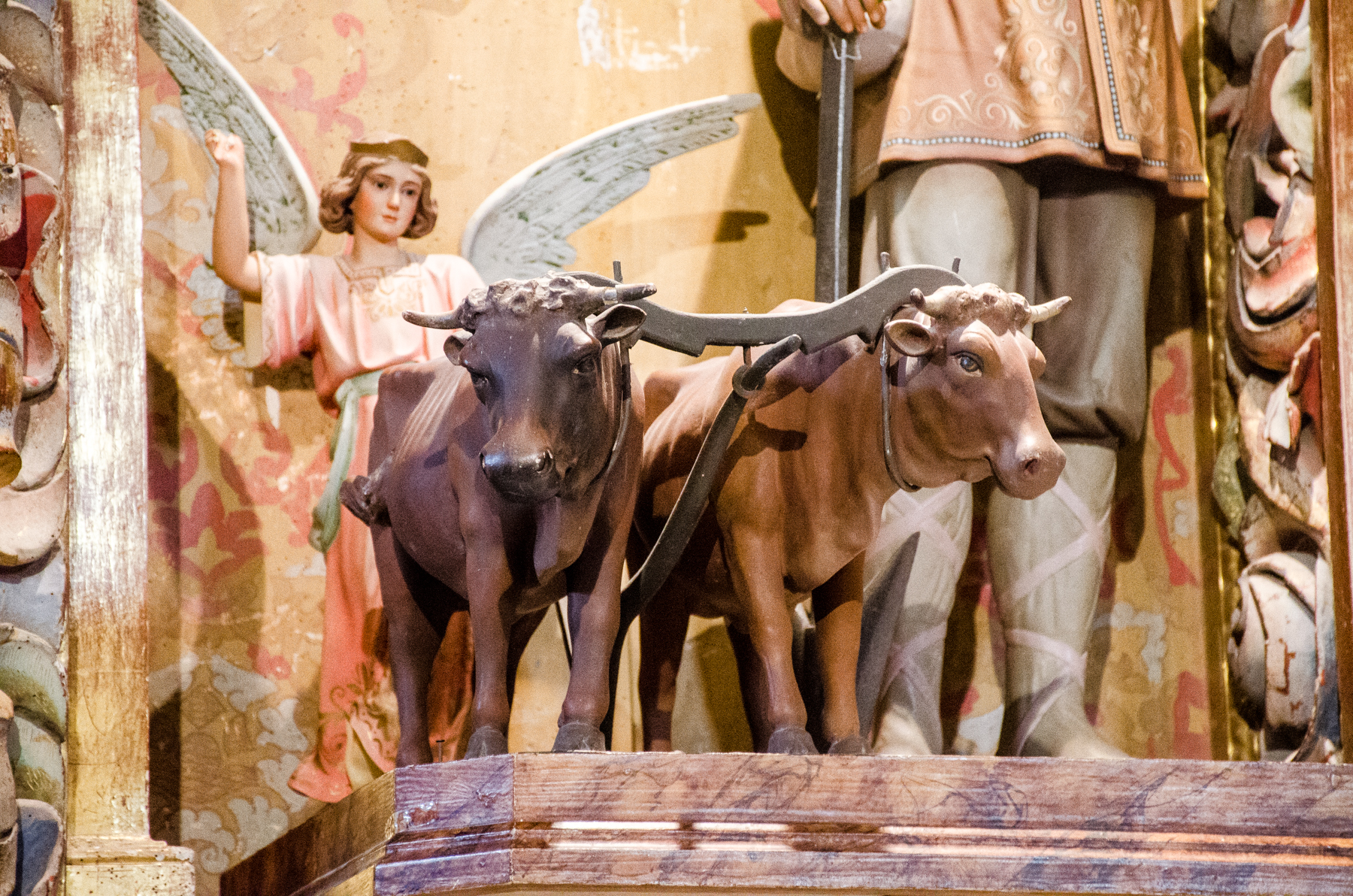
Detalle de la talla de San Isidro Labrador (iglesia)

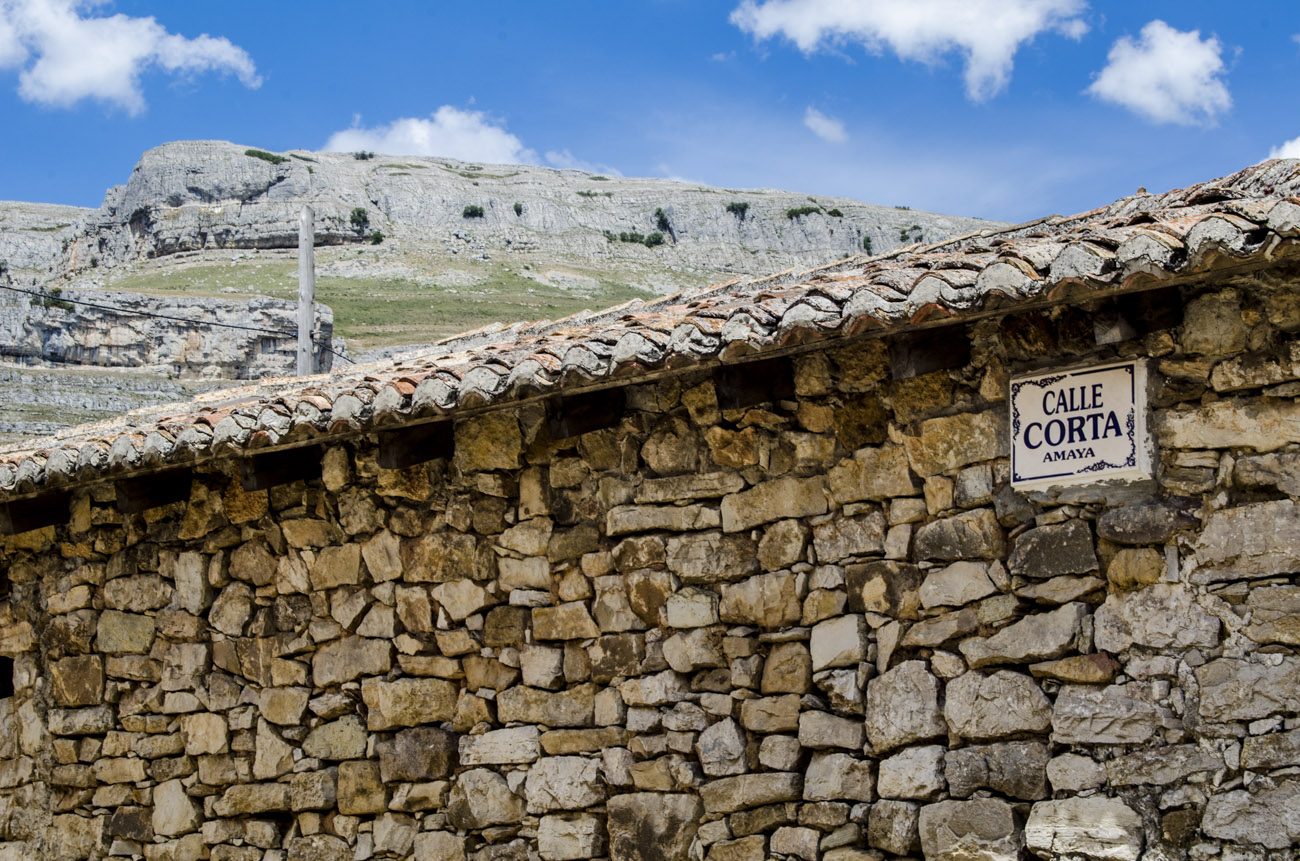
Edificio en piedra seca en la calle Corta. Se usó como potro. Al fondo se puede ver Peña Amaya

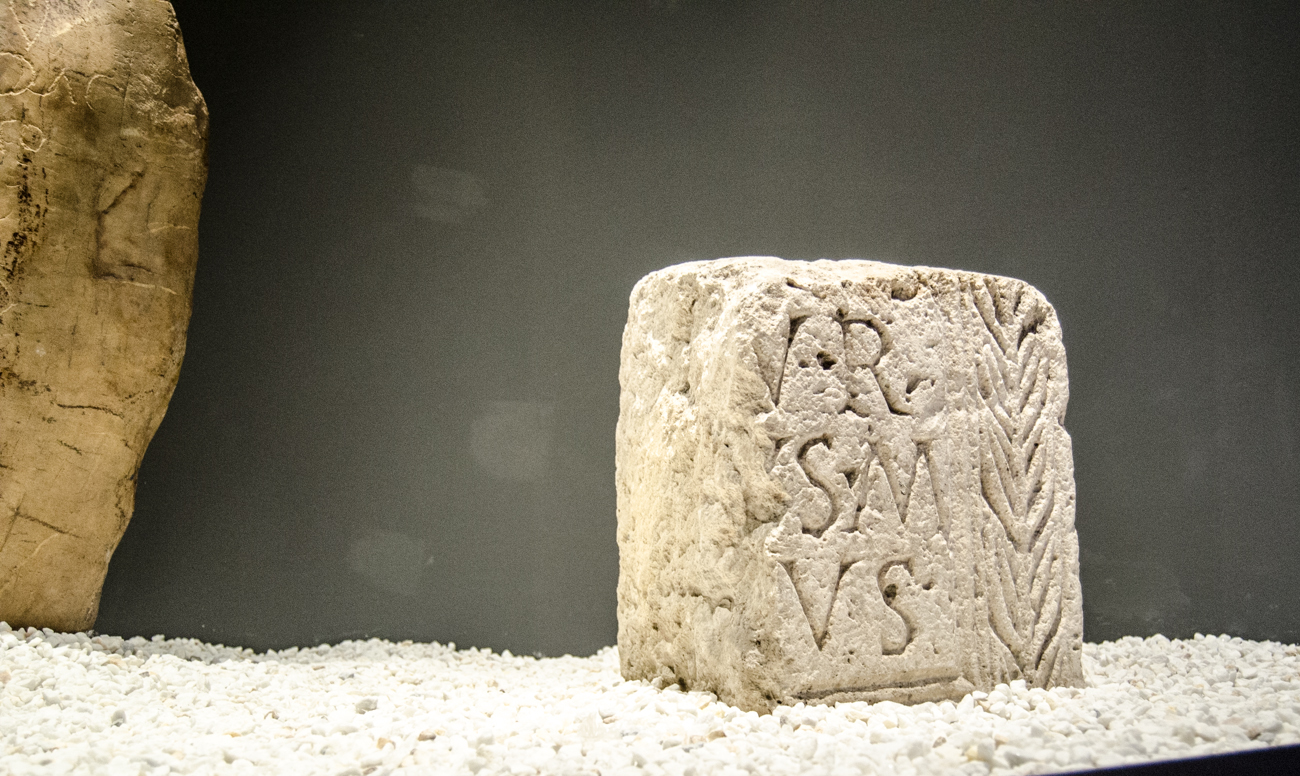
Estela procedente de Peña Amaya de difícil traducción. Museo de Prehistoria y Arqueología de Cantabria

#### Arqueología
Periodo visigóticoLos materiales arqueológicos más significativos procedentes de Peña Amaya de este periodo son algunos broches de cinturón liriformes (Pérez Rodríguez, 2006), cerámica (Abásolo Álvarez, 1978) y un anillo signatario de oro con inscripción (Osaba y Ruiz de Erechun, 1970).
Niveles medievalesEn la excavaciones del poblado medieval se han encontrado fragmentos de jarras y un fragmento de un cuenco carenado, ambos elaborados con las típicas pastas de color crema. En la cata de la torre del Castillo se hallaron fragmentos de vasos pintados con motivos ondulados o líneas paralelas y motivos estriados, así como un peazqueño regatón de hierro. Esto sitúa la época de construcción de la fortaleza en un momento próximo o coincidente con la repoblación del castro. Además de restos de vajillas, los niveles medievales presentan elementos cerámicos de cocina y almacén.

### Ocio
Juego de bolos femeninoTradicional en Amaya y en muchos pueblos de la comarca Odra-Pisuerga.
Fiesta patronalEs el día 24 de junio, San Juan.
Coto de caza menorNúmero BU-10157. Constituido el 06/07/1998. Superficie: 3 060,08 ha.
Senderos y rutas BTT
Sendero de Peña Amaya: Señalizado. 12 km. 500 m de desnivel acumulado.
Senderos de Puentes de Amaya: Señalizado. 9,9 km. 300 m de desnivel acumulado.
Ruta BTT Peones de Amaya: Señalizada. 8,4 km. 180 m de desnivel acumulado.
Ruta BTT Valdeamaya: Señalizada. 11,7 km. 200 m de desnivel acumulado.
Ruta BTT Valle del Riomance: Señalizada. 16,4 km. 320 m de desnivel acumulado.

### Literatura
Peña AmayaFicción histórica. Pedro Santamaría Fernández. 2014. ISBN 978-84-15433-43-9. Ambientada en época de la lucha de los cántabros contra el poder visigodo.